# Massantola
Massantola est une localité et une commune rurale malienne, chef-lieu d'arrondissement dans le cercle de Kolokani et la région de Koulikoro.

## Population
En 1998, la commune compte 32 358 habitants.

## Villages
La commune s'étend sur 42 localités relevées lors du recensement général de 2009. 
Les villages les plus peuplés sont :
- Sirakoroba (2 954 habitants) ;
- N'Goloblembougo (2 336 habitants) ;
- Massantola (1 864 habitants).